# Чэнсянь
Чэнсянь (кит. упр. 成县, пиньинь Chéng xiàn) — уезд городского округа Луннань провинции Ганьсу (КНР).

## История
При империи Хань в 111 году до н. э. был создан округ Уду (武都郡), власти которого разместились в созданном в этих местах уезде Сябянь (下辨县). В эпоху Троецарствия эти земли стали ареной борьбы между царствами Шу и Вэй.
В IV веке за эти земли вели борьбу государства Чоучи и Ранняя Цинь. При империи Западная Вэй в 553 году здесь был создан уезд Тунгу (同谷县).
При империи Тан в 618 году уезд Тунгу был подчинён области Сикан (西康州). В 627 году область Сикан была преобразована в область Чэнчжоу (成州). В 742 году область Чэнчжоу была трансформирована в округ Тунгу (同谷郡), но в 758 году он опять стал областью Чэнчжоу. В 762 году эти места были захвачены тибетцами.
В 866 году китайцы вернули себе эту территорию; вновь была создана область Чэнчжоу, власти которой разместились в Тунгу. В начале XIII века эти земли стали ареной борьбы между китайской империей Сун и чжурчжэньской империей Цзинь, а затем были захвачены монголами. В 1270 году уезд Тунгу был расформирован, а его территория перешла под непосредственное управление областных структур. При империи Мин в 1377 году область была понижена в статусе до уезда — так появился уезд Чэнсянь.
В 1949 году был образован Специальный район Уду (武都专区), и уезд вошёл в его состав. В 1956 году уезд был передан в состав Специального района Тяньшуй (天水专区). В 1958 году уезды Чэнсянь, Хуэйсянь и Ляндан были объединены в уезд Хуэйчэн (徽成县).
В 1961 году три уезда были восстановлены, и вошли в состав вновь созданного Специального района Уду. В 1968 году Специальный район Уду был переименован в Округ Уду (武都地区). В 1985 году округ Уду был переименован в округ Луннань (陇南地区).
В 2004 году был расформирован округ Луннань и образован городской округ Луннань.

## Административное деление
Уезд делится на 14 посёлков и 3 волости.